# Pénis de Napoléon Ier

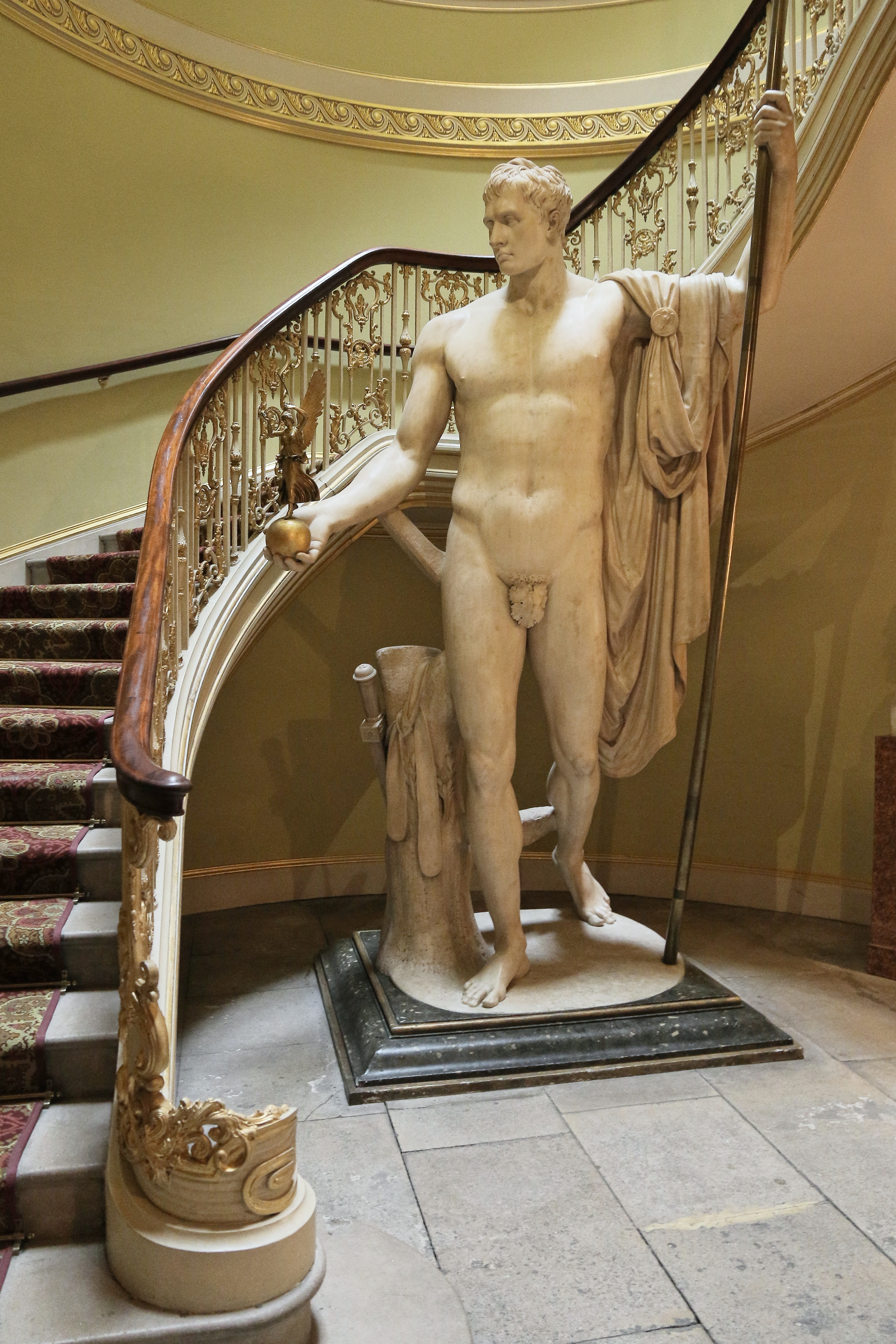
Napoléon en Mars désarmé et pacificateur par Antonio Canova

Le pénis de Napoléon Ier est une relique attribuée à l'empereur Napoléon Ier. Il aurait été amputé lors d'une autopsie peu après sa mort en 1821. Depuis lors, il est passé entre les mains de plusieurs propriétaires, dont Abraham Simon Wolf Rosenbach, qui l'a exposé à New York en 1927. Il est acheté par John K. Lattimer en 1977 et appartient actuellement à un millionnaire chinois. On le décrit comme ressemblant à un « morceau de cuir ou à une petite anguille ratatinée ». Après une analyse réalisée en mai 2022, il s'agit en fait d'un tendon de l'empereur.

## Histoire

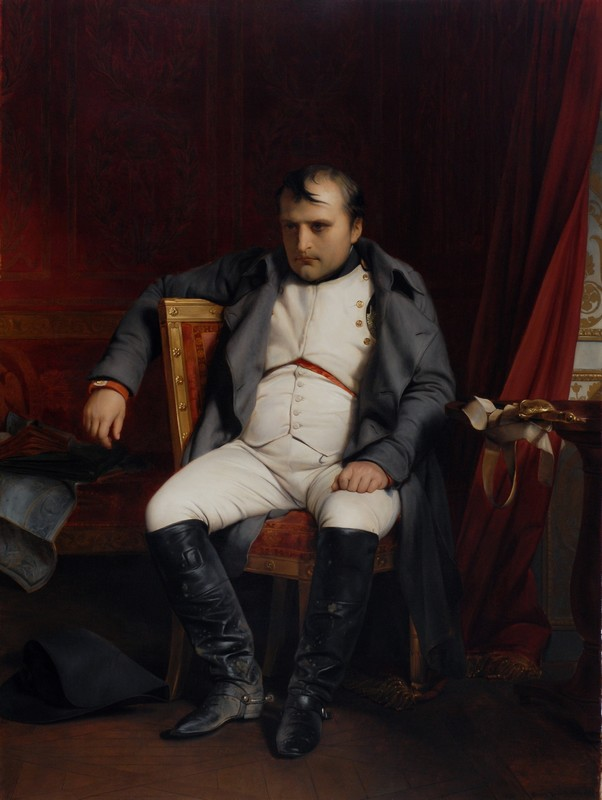
Napoléon après son abdication à Fontainebleau, le 4 avril 1814, par Paul Delaroche

Napoléon est exilé à Sainte-Hélène dans l'océan Atlantique après avoir perdu la bataille de Waterloo. Il mourut sur l'île le 5 mai 1821. Après sa mort, une autopsie est pratiquée et certains ont affirmé que François Carlo Antommarchi, le médecin qui a procédé à l'autopsie, lui a coupé le pénis,, ainsi que plusieurs autres parties du corps. On ne sait pas si la coupure était intentionnelle ou accidentelle. Certains affirment qu'Antommarchi aurait été soudoyé pour le couper par l'aumônier de Napoléon pour se venger du fait que Napoléon l'avait qualifié d'« impuissant ». Le biographe de Napoléon, Philip Dwyer, qualifie de « hautement fantaisiste » l'affirmation selon laquelle Antommarchi aurait coupé le pénis. 
Le prétendu pénis passe en possession de l'aumônier de Napoléon, qui le fait sortir clandestinement de Sainte-Hélène et le fait rentrer chez lui en Corse. Il reste dans la famille du prêtre jusqu'en 1916,, lorsque Maggs Bros. Ltd., une librairie basée à Londres, l’achète. En 1924, Abraham Simon Wolf Rosenbach, un libraire basé à Philadelphie, en fait l'acquisition.  
Le pénis est exposé en 1927 au Musée d'Art français de New York. Un critique du Time présent à l'exposition le décrit comme ressemblant à un « lacet de chaussure en peau de daim maltraité ». D'autres personnes présentes estiment qu'il ressemble à un « morceau de cuir ou à une anguille ratatinée ».
Rosenbach vend l'objet à un collectionneur nommé Donald Hyde, dont la femme l'a donné à John F. Fleming après la mort de Hyde. Fleming est un libraire qui avait été proche de Rosenbach. Un autre collectionneur l’achète ensuit et tente sans succès de vendre le pénis lors d'une vente aux enchères par l'intermédiaire de Christie's. Après la vente aux enchères, James Comyn lit une déclaration sous serment concernant Eric LeVine, un collectionneur d'objets liés à Napoléon, et au lieu d'appeler l'objet un « pénis », il le désigne par euphémisme comme une « certaine partie ». Un urologue et collectionneur d'objets nommé John K. Lattimer achète l'objet en 1977 pour 3 000 $ (
soit 12 657 $ en 2025 ). Sa fille, qui en hérite à sa mort, s'est vu offrir au moins 100 000 $ pour cela,,,. Elle  permet à dix personnes de le voir et l'objet n'a jamais été filmé. La relique est décrite par Judith Pascoe dans le New York Times comme « à peine reconnaissable comme une partie du corps humain » et son authenticité n'est pas claire,. Un documentaire diffusé sur Channel 4, Dead Famous DNA, le décrit comme « très petit » et mesurant 3,8 centimètres}.
En 2016, Shou Mong, un millionnaire chinois en fait l'acquisition et fait examiner l'objet par le professeur Gérard Lucotte de l'Institut d'anthropologie moléculaire de Paris. Après examen au microscope électronique à balayage, extraction de l'ADN et séquençage, il s'avère que la relique est un tendon appartenant à l'empereur. Les résultats de l'analyse sont publiés en mai 2022 dans l'International Journal of Sciences